# Chlamydopsis epipleuralis
Chlamydopsis epipleuralis är en skalbaggsart som beskrevs av Lea 1912. Chlamydopsis epipleuralis ingår i släktet Chlamydopsis och familjen stumpbaggar. Inga underarter finns listade i Catalogue of Life.